# Дуван
Дува́н (рос. Дуван, башк. Дыуан) — село у складі Дуванського району Башкортостану, Росія. Адміністративний центр Дуванської сільської ради.
Населення — 3669 осіб (2010; 3703 у 2002).
Національний склад:
- росіяни — 86 %

## Видатні уродженці
- Міхляєв Степан Андрійович — Герой Радянського Союзу.